# Drosophila freilejoni
Drosophila freilejoni är en tvåvingeart som beskrevs av Hunter 1979. Drosophila freilejoni ingår i släktet Drosophila och familjen daggflugor.
Artens utbredningsområde är Colombia.